# Скрытноеды
Скрытное́ды (лат. Cryptophagidae) — семейство насекомых из отряда жесткокрылых.

## Описание
Длина тела от 1 до 11 мм. Усики 10-11-члениковые. Булава 3-члениковая, отчетливая. Взрослые жуки и личинки питаются грибами (мицетофаги) и другими гниющими растительными остатками. Встречаются в сырых местах, под корой, в лесной подстилке, верхнем слое почвы, в гнёздах шмелей, ос, муравьёв, в погребах, на складах, в заплесневелых продуктах. Некоторые виды являются вредителями, повреждают семена и всходы свеклы и репы.

## Палеонтология
В ископаемом состоянии известны из балтийского янтаря.

## Классификация
Всего около 800 видов. В России — 180 видов (А. Г. Кирейчук, 1995).
- Atomariinae LeConte, 1861
  - Atomariini LeConte, 1861
    - Atomaria — Atomaroides — Chilatomaria — Curelius — Ephistemus — Microatomaria — Ootypus — Paratomaria — Salltius — Tisactia

  - Cryptafricini Leschen, 1996
    - Anitamaria — Cryptafricus — Cryptogasterus — Microphagus

  - Hypocoprini
    - Alfieriella — Amydropa — Hypocoprus — Hypophagus
- Cryptophaginae
  - Caenoscelini
    - Caenoscelis — Dernostea — Himascelis — Renodesta — Sternodea

  - Cryptophagini
    - Antherophagus — Asternodea — Catopochrotus — Cryptophagus — Henoticus — Henotiderus — Henotimorphus — Micrambe — Mnionomidius — Mnioticus — Myrmedophila — Neohenoticus — Paramecosoma — Pteryngium — Salebius — Serratomaria — Spaniophaenus — Spavius — Striatocryptus — Telmatophilus

  - Cryptosomatulini Crowson, 1980
    - Agnetaria — Antarcticotectus — Brounina — Chiliotis — Cryptosomatula — Cryptothelypterus — Micrambina — Neopicrotus — Ostreacryptus — Picrotus — Thortus